# AC Mutterstadt

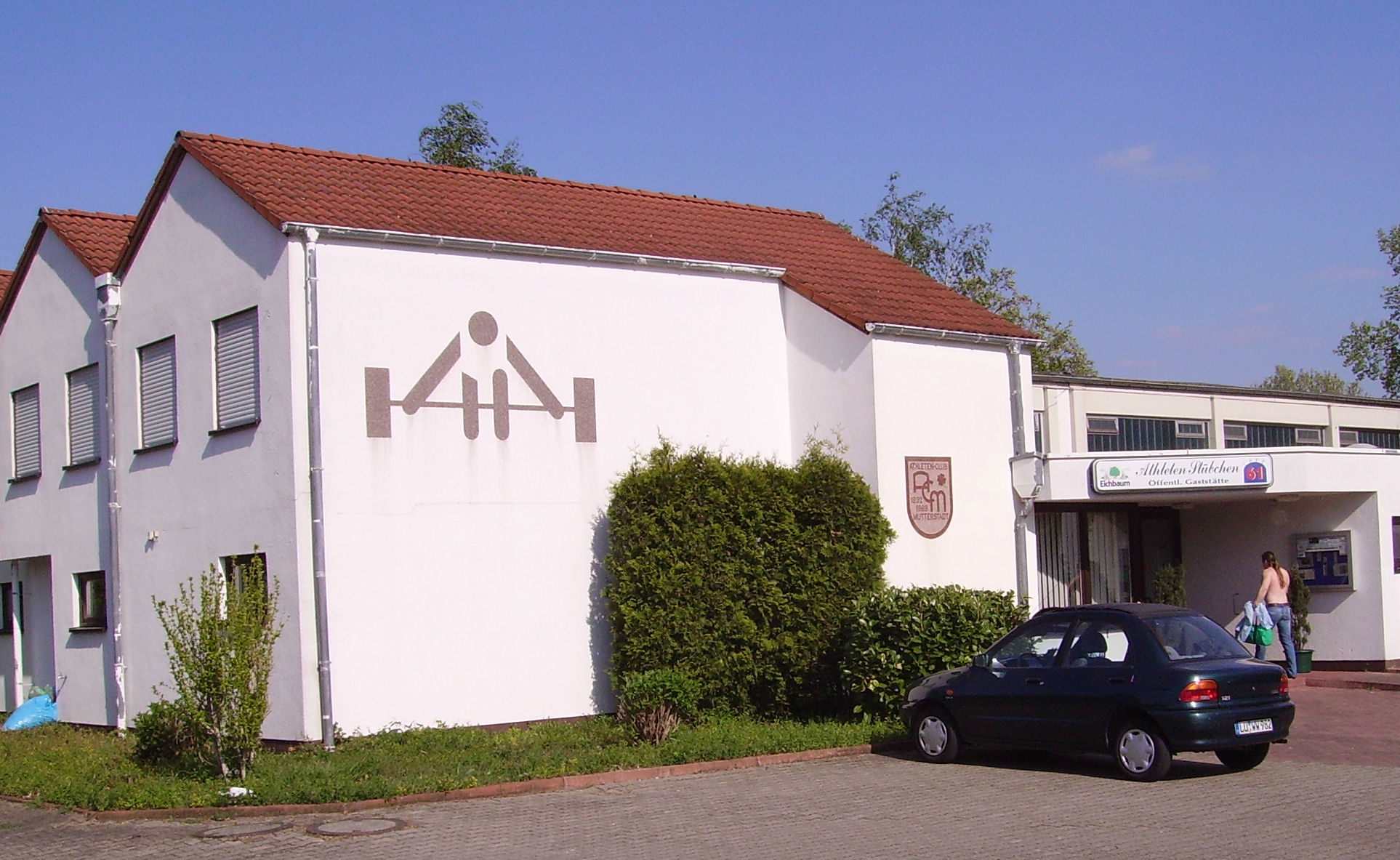
Trainingszentrum in Mutterstadt

Der AC Mutterstadt, vollständig Athleten-Club 1892 Mutterstadt e. V., ist ein Sportverein in der verbandsfreien pfälzischen Gemeinde Mutterstadt (Rheinland-Pfalz), der die Sportart Gewichtheben betreibt.

## Geschichte
1892 wurde der Freie Athleten-Club Mutterstadt gegründet, der sich später mit dem Bürgerlichen Athleten-Club Mutterstadt zum Vereinigten freien Athleten-Club Mutterstadt zusammenschloss. Abgekürzt nannte sich der Verein schon damals AC Mutterstadt. Nach dem Verbot während der Zeit des Nationalsozialismus entstand nach dem Zweiten Weltkrieg zunächst der neue Allgemeine Sportverein, in den auch die Gewichtheber integriert waren und der sich 1951 in TSG Mutterstadt umbenannte. Die Gewichtheber verließen die TSG 1969 und gründeten den AC Mutterstadt neu.

## Erfolge
Die Mutterstadter Gewichtheber wurden ab 1957 12-mal Deutscher Mannschaftsmeister und 15-mal Vizemeister. Der AC Mutterstadt ist damit nach dem TSV 1860 München (14-mal Mannschaftsmeister) der zweiterfolgreichste Verein Deutschlands. Jahrelang kämpfte er in der Gewichtheber-Bundesliga, bis im Jahre 2002 die Entlohnung von Spitzenathleten den finanziellen Rahmen sprengte und die Mannschaft vom Bundesligabetrieb abgemeldet werden musste. Nach einer Zeit der Umstrukturierung und des Abbaus von Altlasten begann 2005 ein sportlicher Neuaufbau. Seit der Saison 2012/13 hebt die 1. Mannschaft wieder in der Bundesliga, die 2019 eingleisig wurde. Seit 2009 ging eine 2. Mannschaft in der Regionalliga Südwest an die Hantel; sie stieg 2019 in die 2. Bundesliga auf.
Im Laufe seiner Geschichte stellte der AC Mutterstadt mit Rainer Dörrzapf einen Weltmeister, mit Ronny Weller, der 1992, vor seiner Mutterstadter Zeit, auch Olympiasieger war, einen Olympiamedaillengewinner, mit Nina Schroth (U23) und Max Lang zwei Europameister, weiter einen Vizeweltmeister, sieben Olympiateilnehmer sowie über 100 Athleten, die Deutsche Meisterschaften gewannen.

## Bekannte Heber des Vereins
- Rainer Dörrzapf
- Norbert Fehr
- Yekta Jamali
- Max Lang
- Wolfgang Neyses
- Eduard Ohlinger
- Roberto Ohlinger
- Dieter Rauscher
- Markus Rauscher
- Nina Schroth
- Karl Stohner
- Ronny Weller
- Yoto Yotov